# Critica marxista
Critica marxista è una rivista fondata politica  nel 1963 come rivista teorica del Partito Comunista Italiano.

## Storia
Fu diretta, tra gli altri, da Luigi Longo, Alessandro Natta, Emilio Sereni.
Chiusa nel 1992, riprende lo stesso anno le pubblicazioni con una nuova serie diretta da Aldo Tortorella e Aldo Zanardo e pubblicata dalle Edizioni Dedalo. 
Tra i collaboratori si ricordano Louis Althusser, Nicola Badaloni, Remo Bodei, Emiliano Brancaccio, Massimo Cacciari, Luciano Canfora, Biagio De Giovanni, Eric J. Hobsbawm, Cesare Luporini, Giacomo Marramao, Edoardo Sanguineti, Mario Tronti.

## Direttori
- Luigi Longo e Alessandro Natta (1963-1966)
- Emilio Sereni (1967-1976) - Luciano Gruppi, condirettore
- Aldo Tortorella (1977-1986)
- Aldo Zanardo (1986-1991)
- Aldo Tortorella (1992-)